# Canton de Moëlan-sur-Mer
Le canton de Moëlan-sur-Mer est une circonscription électorale française du département du Finistère.

## Histoire
Un nouveau découpage territorial du Finistère entre en vigueur à l'occasion des élections départementales de mars 2015, défini par le décret du 13 février 2014, en application des lois du 17 mai 2013 (loi organique 2013-402 et loi 2013-403). Les conseillers départementaux sont, à compter de ces élections, élus au scrutin majoritaire binominal mixte. Les électeurs de chaque canton élisent au Conseil départemental, nouvelle appellation du Conseil général, deux membres de sexe différent, qui se présentent en binôme de candidats. Les conseillers départementaux sont élus pour 6 ans au scrutin binominal majoritaire à deux tours, l'accès au second tour nécessitant 12,5 % des inscrits au 1er tour. En outre la totalité des conseillers départementaux est renouvelée. Ce nouveau mode de scrutin nécessite un redécoupage des cantons dont le nombre est divisé par deux avec arrondi à l'unité impaire supérieure si ce nombre n'est pas entier impair, assorti de conditions de seuils minimaux. Dans le Finistère, le nombre de cantons passe ainsi de 54 à 27.
Le canton de Moëlan-sur-Mer est formé de communes des anciens cantons de Bannalec (2 communes), de Pont-Aven (4 communes), de Scaër (1 commune) et de Concarneau (1 commune). Le canton est entièrement inclus dans l'arrondissement de Quimper. Le bureau centralisateur est situé à Moëlan-sur-Mer.

## Représentation
| Période élective | Période élective | Mandat | Mandat       | Identité              | Nuance | Nuance | Qualité |
| ---------------- | ---------------- | ------ | ------------ | --------------------- | ------ | ------ | --- |
| 2015             | 2021             | 2015   | 2021         | M. Claude Jaffré      |        | PS     | Retraité, ancien conseiller général du Canton de Pont-Aven, adjoint au maire de Riec-sur-Bélon (2005-2020) Vice-président chargé de la solidarité et de la cohésion territoriale Délégué aux ressources humaines et aux relations sociales |
| 2015             | 2021             | 2015   | 2017 (décès) | Muriel Le Gac         |        | PS     | Adjointe au maire de Trégunc |
| 2015             | 2021             | 2017   | 2021         | Maryse Rioual-Guyader |        | PS     | Infirmière libérale, conseillère municipale de Moëlan-sur-Mer |
| 2021             | 2028             | 2021   | en cours     | Claude Jaffré         |        | PS     | Conseiller sortant |
| 2021             | 2028             | 2021   | en cours     | Sandrine Manusset     |        | DVG    | Sociologue de l'environnement, ancienne adjointe au maire de Névez |

### Résultats détaillés

#### Élections de mars 2015
À l'issue du 1er tour des élections départementales de 2015, deux binômes sont en ballottage : Claude Jaffré et Muriel Le Gac (PS, 36,59 %) et Brigitte Bandzwolek Lhonore et Didier Le Duc (Union de la Droite, 25,13 %). Le taux de participation est de 50,75 % (15 437 votants sur 30 418 inscrits) contre 51,11 % au niveau départementalet 50,17 % au niveau national.
Au second tour, Claude Jaffré et Muriel Le Gac (PS) sont élus avec 56,34 % des suffrages exprimés et un taux de participation de 50,41 % (7 808 voix pour 15 332 votants et 30 414 inscrits).

#### Élections de juin 2021
Le premier tour des élections départementales de 2021 est marqué par un très faible taux de participation (33,26 % au niveau national). Dans le canton de Moëlan-sur-Mer, ce taux de participation est de 34,25 % (10 696 votants sur 31 225 inscrits) contre 35,55 % au niveau départemental. À l'issue de ce premier tour, deux binômes sont en ballottage : Claude Jaffré et Sandrine Manusset (Union à gauche, 35,26 %) et Dominique Guillou et Marie-Claude Le Maoût (Union au centre et à droite, 29,71 %).
Le second tour des élections est marqué une nouvelle fois par une abstention massive équivalente au premier tour. Les taux de participation sont de 34,36 % au niveau national, 36,76 % dans le département et 35,82 % dans le canton de Moëlan-sur-Mer. Claude Jaffré et Sandrine Manusset (Union à gauche) sont élus avec 53,65 % des suffrages exprimés (5 586 voix pour 11 187 votants et 31 232 inscrits),,.

## Composition
Le canton de Moëlan-sur-Mer comprend huit communes entières.
| Nom                                    | Code Insee | Intercommunalité                        | Superficie (km2) | Population (dernière pop. légale) | Densité (hab./km2) | Modifier                                    |
| -------------------------------------- | ---------- | --------------------------------------- | ---------------- | --------------------------------- | ------------------ | ------------------------------------------- |
| Moëlan-sur-Mer (bureau centralisateur) | 29150      | CA Quimperlé Communauté                 | 47,30            | 6 763 (2022)                      | 143                | modifier les données · modifier les données |
| Bannalec                               | 29004      | CA Quimperlé Communauté                 | 77,51            | 5 707 (2022)                      | 74                 | modifier les données · modifier les données |
| Névez                                  | 29153      | CA Concarneau Cornouaille Agglomération | 25,37            | 2 721 (2022)                      | 107                | modifier les données · modifier les données |
| Pont-Aven                              | 29217      | CA Concarneau Cornouaille Agglomération | 28,63            | 2 796 (2022)                      | 98                 | modifier les données · modifier les données |
| Riec-sur-Bélon                         | 29236      | CA Quimperlé Communauté                 | 54,64            | 4 374 (2022)                      | 80                 | modifier les données · modifier les données |
| Scaër                                  | 29274      | CA Quimperlé Communauté                 | 117,58           | 5 197 (2022)                      | 44                 | modifier les données · modifier les données |
| Trégunc                                | 29293      | CA Concarneau Cornouaille Agglomération | 50,61            | 7 094 (2022)                      | 140                | modifier les données · modifier les données |
| Le Trévoux                             | 29300      | CA Quimperlé Communauté                 | 20,83            | 1 611 (2022)                      | 77                 | modifier les données · modifier les données |
| Canton de Moëlan-sur-Mer               | 2916       |                                         | 422,47           | 36 263 (2022)                     | 86                 | modifier les données                        |

## Démographie
En 2022, le canton comptait 36 263 habitants, en évolution de +0,32 % par rapport à 2016 (Finistère : +2,16 %, France hors Mayotte : +2,11 %).
| 2013   | 2018   | 2022   |
| ------ | ------ | ------ |
| 36 212 | 36 069 | 36 263 |